# DDR-Oberliga 1979/80 (Badminton)
Die DDR-Oberliga im Badminton war in der Saison 1979/80 die höchste Mannschaftsspielklasse der in der DDR Federball genannten Sportart. Es war die 21. Austragung dieser Mannschaftsmeisterschaft.

## Ergebnisse
Fortschritt Tröbitz – Lok HfV Dresden 8:3
1979
Fortschritt Tröbitz – Einheit Greifswald 4:7
1979
Fortschritt Tröbitz – DHfK Leipzig 8:3
1979
Fortschritt Tröbitz – Lok HfV Dresden 6:5
14. Dezember 1979 Leipzig
Fortschritt Tröbitz – Einheit Greifswald 2:9
14. Dezember 1979 Leipzig
Fortschritt Tröbitz – DhfK Leipzig 8:3
15. Dezember 1979 Leipzig
Fortschritt Tröbitz – Lok HfV Dresden 3:8
1980 Dresden
Fortschritt Tröbitz – DHfK Leipzig 6:5
1980 Dresden
Fortschritt Tröbitz – Einheit Greifswald 4:7
1980 Dresden
Fortschritt Tröbitz – Einheit Greifswald 3:8
1980
Fortschritt Tröbitz – DHfK Leipzig 5:6
1980
Fortschritt Tröbitz – Lok HfV Dresden 6:5
1980

## Endstand
| Platz | Mannschaft |
| ----- | --- |
| 1.    | Einheit Greifswald (Edgar Michalowski, Erfried Michalowsky, Michael Franz, Thomas Mundt, Klaus Müller, Norbert Michalowsky, Petra Michalowsky, Christine Zierath, Ilona Michalowsky, Angela Michalowski) |
| 2.    | Fortschritt Tröbitz (Frank-Thomas Seyfarth, Joachim Schimpke, Roland Riese, Klaus Skobowsky, Harald Richter, Christine Ober, Carmen Ober)                                                                |
| 3.    | HSG Lok HfV Dresden (Claus Cassens, Dieter Krompaß, Joachim Völker, Lutz Krompaß, Andreas Benz, Steffen Körbitz, Hans Sossna, Monika Cassens, Angelika Neubert, Dagmar Friedrich)                        |
| 4.    | HSG DHfK Leipzig (Gerd Pigola, Volker Herbst, Jürgen Richter, Manfred Blauhut, Jens Scheithauer, Jürgen Markewiecz, Christel Sommer, Beate Müller, Rena Eckart, Birgit Harder)                           |